# Butyriboletus fechtneri
Butyriboletus fechtneri (Velen.) D. Arora & J.L. Frank, 2014 è un fungo basidiomicete della famiglia delle Boletaceae.

## Descrizione della specie
Cappello 
10–15 cm di diametro, carnoso, prima emisferico, poi appianato.
Cuticolaprima bianca, poi beige, lucente, sericea, eccedente lievemente i tubuli.
Margineondulato.
 Pori 
Minuti, arrotondati o angolosi, di colore giallo, tendono al giallo-verde-oliva a maturità.
 Tubuli 
Lunghi 20–25 mm, annessi, di colore giallo, al tocco virano al verde-azzurro.
 Gambo 
5-10 x 3–6 cm, cilindrico, ventricoso o clavato, color giallo scuro, con sfumature rosa verso la base, ornato da un reticolo fine e poco evidente.
 Carne 
Soda, poi molle, gialla, al taglio vira al bluastro, con sfumature rosa alla base del gambo.
- Odore:  gradevole di nocciola.
- Sapore: grato.

 Microscopia 
Spore11,8-13,3 × 4,7-5,6 µm, ellissoidali, bruno-oliva in massa.
Basiditetrasporici.

## Habitat
Fungo simbionte. Cresce solitario o anche in gruppi numerosi, dall'estate all'inizio dell'autunno, in boschi di latifoglia prediligendo terreni calcarei.

## Commestibilità
Buon commestibile.

## Specie simili
- Rubroboletus satanas, velenoso
- Caloboletus calopus, immangiabile

## Etimologia
Latinizzazione del cognome del micologo ceco František Fechtner (1883-1967).

## Sinonimi e binomi obsoleti
- Boletus appendiculatus subsp. pallescens Konrad, Bulletin de la Société Mycologique de France 44: 73 (1929)
- Boletus pallescens (Konrad) Singer, Annales Mycologici 35: 424 (1937) [1936]